# Iglesia de Nuestra Señora de la Candelaria (San Jerónimo)
La Iglesia de Nuestra Señora de la Candelaria es un templo colombiano de culto católico dedicado a la Virgen María bajo la advocación de la Candelaria, está localizada en el municipio de San Jerónimo (Antioquia), y pertenece a la jurisdicción eclesiástica de la Arquidiócesis de Santa Fe de Antioquia. La edificación es de estilo neoclásico, fue construida entre 1864 a 1895, es de planta rectangular, su interior está dividido en tres naves, sus muros laterales son en tapia, su fachada principal está construida en ladrillo macizo pegados con argamasa y donde sobresale la espadaña con tres vanos para las campanas.

## Historia
El 22 de febrero de 1616 es fundado la población de San Juan del Pie de la Cuesta (hoy San Jerónimo) por Francisco de Herrera y Campuzano. El 14 de septiembre de 1617, Rodrigo de Santander, cura de la nueva población, pidió el traslado de esta, al gobernador que lo era en ese entonces Francisco Berrío, pues consideraba que las tierras no eran adecuadas para la localidad. El Gobernador después de comprobar lo dicho por el cura, decreta el 17 de septiembre de ese mismo año el traslado de la población al sitio de "Los Cedros" por reunir las condiciones requeridas y le cambio el nombre por el de "San Jerónimo de los Cedros". Ordenó asimismo que "se hicieran las casas en forma de pueblo" y se iniciara la construcción de la Iglesia.
El 27 de febrero de 1756, San Jerónimo fue erigido en viceparroquia, para ese momento el pueblo contaba con una modesta capilla dedicada a la Virgen de la Candelaria, en cuyo altar principal se encontraba expuesto un valioso cuadro de la patrona, el cual es mencionado en las visitas pastorales y en los inventarios parroquiales, pero tiempo después el cuadro desaparece misteriosamente. En 1780 se habla de un templo de tapia y paja, el cual es reemplazado en 1788 por una iglesia nueva también de tapia, pero entejada.
Con en el transcurso de los años, el templo comenzó a ser insuficiente, por tal motivo se comenzó a pensar en un nuevo templo más amplio y cómodo, capas de albergar a la creciente población. Por lo cual y después de que la parroquia fuera despojada de sus valiosas alhajas de oro y plata, de sus bienas y rentas, por consecuencia de lo decretos dictados por Tomás Cipriano de Mosquera en 1861, se inicia en 1864 la construcción del actual templo parroquial, que a pesar de los problemas de financiación y de los trastornos de la guerra civil de 1876 a 1877 que tuvo un carácter político-religioso, se encontraba la obra casi terminada en 1888, año en el que cayó un rayo en la fachada del templo demoliendo totalmente la torre, desplomando gran parte de los muros laterales.
Desde entonces comenzaron los trabajos para reparar el templo, pero especialmente en busca de fondos para tal fin, pues la comunidad se encontraba en una difícil situación económica. Ante estas circunstancias, la Junta de Fábrica conformada por Pbro. Pastor María Noreña como presidente, Francisco Espinal como vicepresidente y Ramón Moreno como mayordomo de fábrica, enviaron una carta al Congreso de la República en busca de auxilios económicos para poder reparar y concluir el templo. Finalmente la obra es terminada en 1895, bajo la administración sacerdotal del Pbro. Epitafio Quiroz.
Durante la administración parroquial del Pbro. Benjamín Piedrahíta (párroco entre 1955 a enero de 1957) se hacían algunas reformas, destinadas a su embellecimiento. En 1956, decidieron disminuir las dimensiones de las columnas para volverlas más esbeltas, pues las vieron muy robustas, debido a esto se debilitaron los soportes, las cuales al no resistir el peso, se desploma la nave lateral derecha, por suerte no hubo víctimas ya que no había personal por ser hora de almuerzo.
El Pbro. Erasmo Gómez recibe la parroquia el 27 de enero de 1957, y le correspondió reconstruir el templo, para lo cual se recorrió el municipio, solicitó recursos económicos para dicho fin. Su esfuerzo y empeño, fueron fructíferos, pues la comunidad colaboró con generosidad, bien con dinero así como con otros bienes. Casi un año después, en tiempo récord, después de las múltiples dificultades, el padre Gómez entrega el templo reconstruido y con ello da término a su ejercicio sacerdotal en el municipio, pues el 12 de enero de 1958 entrega la parroquia al Pbro. Gabriel Posada. Después los actos cívicos que se realizaron para despedirlo, el pueblo colocó una placa en mármol a la entrada de la iglesia como reconocimiento a su meritoria labor.
La última reforma ocurrió en el 2004, en la cual, se quitaron las capas de cal de la fachada principal, dejando el ladrillo a la vista, se creó un acceso en el muro lateral izquierdo, las lámparas de la nave central fueron retiradas y puestas en las naves laterales, menos las que están al pie del presbiterio.